# 别赫捷耶夫卡农村居民点
别赫捷耶夫卡农村居民点（俄语：Бехтеевское сельское поселение）是俄罗斯联邦别尔哥罗德州科罗恰区所属的一个农村居民点。其下辖有11个居民点，行政中心为别赫捷耶夫卡。据2016年统计，该农村居民点的人口为4375人。